# Севъноукс
Вижте пояснителната страница за други значения на Севъноукс.
Севъноукс (на английски: Sevenoaks, в превод "Седем дъба") е град в Югоизточна Англия, графство Кент. Намира се на 35 km югоизточно от Чаринг Крос в Лондон. Населението му е около 18 600 души (2001). Градът възниква през 13 век.
Разположен е в географската област Уийлдън Грийнсанд.